# Meersalat

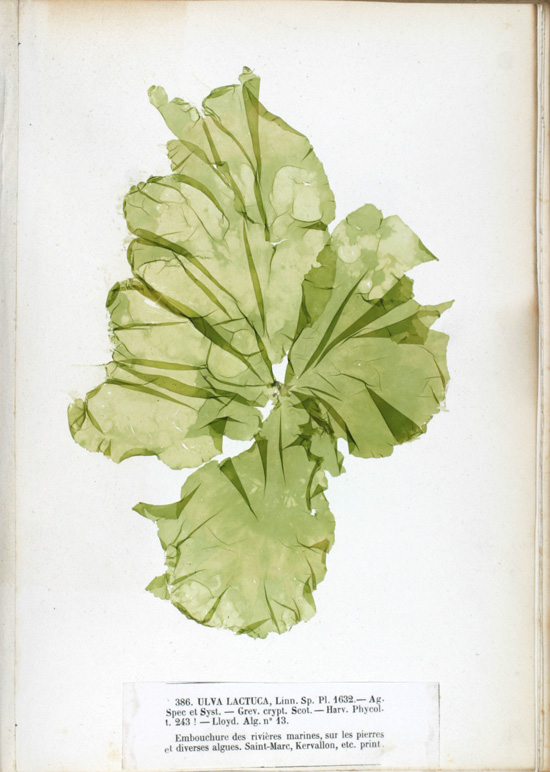
Herbarexemplar

Meersalat (Ulva lactuca), auch Meerlattich genannt, ist eine mehrzellige Grünalge, die fast weltweit an den Meeresküsten verbreitet ist. Ihr Thallus ähnelt einem schlaffen Salatblatt. Die Alge wird als Nahrungsmittel verzehrt und als Futter- und Düngemittel verwendet.

## Merkmale
Der Meersalat erreicht meist einen Durchmesser von 20–30 Zentimeter (selten bis über ein Meter). Am Untergrund ist er mit einem scheibenförmigen Haftorgan festgewachsen. Der hellgrüne bis grasgrüne Thallus ist kurz gestielt oder fast sitzend, er ist flächig, schlaff und glatt und erinnert entfernt an ein Salatblatt. Seine Form ist mehr oder weniger rundlich, am Ende oft verbreitert und manchmal gelappt, am Rand wellig. Er besteht aus zwei Schichten leicht gestreckter Zellen.
Ulva hat einen isomorphen Generationswechsel, was bedeutet, dass der diploide Sporophyt äußerlich kaum von dem haploiden Gametophyten zu unterscheiden ist. Sporen werden meist in brandungsexponierten Küstenstellen gebildet.
Die Sporophyten haben einen dunkelgrünen Rand. Die Gametophyten sind getrenntgeschlechtig, männliche Thalli haben eine gelbliche, weibliche eine olivgrüne Randzone. Nach dem Entleeren der Fortpflanzungsorgane sehen die Randpartien farblos aus.
Zur Fortpflanzung und Entwicklung siehe auch Artikel Ulva.

## Vorkommen
Der Meersalat kommt an fast allen Meeresküsten weltweit vor, mit Ausnahme der Antarktis. Auch in der Nordsee und Ostsee ist er weit verbreitet.
Er gedeiht von der Gezeitenzone bis zum flachen Sublitoral, oft in Gezeitentümpeln, gelegentlich wird er auch frei schwimmend gefunden. Er wächst sowohl lithophytisch auf Steinen als auch epiphytisch auf größeren Algen wie Fucus oder auf Muschelschalen (besonders der Herzmuschel).
Er benötigt viel Sonnenlicht und kann teils dichte Bestände bis zu einer Tiefe von 1 m bilden. Insgesamt ist er bis zu einer Tiefe von 15 m überlebensfähig.

## Systematik
Ulva lactuca wurde 1753 durch Carl von Linné in Species Plantarum 2 erstbeschrieben. Dies ist die Typusart der Gattung Ulva. Das Typusexemplar stammt von der Westküste von Schweden. Synonyme sind Phyllona lactuca (L.) F. H. Wiggers, Monostroma lactuca (L.) J. Agardh, Ulva lactucaefolia S. F. Gray, Ulva fenestrata Postels & Ruprecht sowie Ulva crassa Kjellm. 1877.

## Nutzung und Probleme
Der Meersalat wird an vielen Küsten als Lebensmittel verzehrt, beispielsweise in Ostasien, an der Pazifikküste Nordamerikas, in Irland und Frankreich. Er wird roh als Salat oder zermahlen im Brot verwendet, um dieses länger feucht zu halten.    Er ist auch Bestandteil von Teigwaren und Würzmischungen.
Er weist einen hohen Gehalt an Vitamin C, Proteinen, Eisen und Jod auf.
In der Landwirtschaft wird Meersalat als Futterergänzung für das Vieh und als Düngemittel verwendet.
Auf felsigem Untergrund kann der Meersalat auch in Kultur gehalten werden, wo er zum Teil zweimal pro Jahr geerntet werden kann.
An nährstoffreichen Standorten wird das Wachstum von Ulva lactuca sehr stark gefördert. Durch Eintrag von Nitraten aus Düngern in die Meere kam es 2009 in der Bretagne zu massiver Vermehrung der Algen. Ihre verrottenden Reste verschmutzten die Strände und setzten Methan und giftigen Schwefelwasserstoff frei. Das schnelle Wachstum von Ulva lactuca bei hohen Nährstoffkonzentrationen bietet aber auch mögliche Anwendungen in der Bioremediation. Ulva lactuca kann zum Beispiel im Rahmen von ökologischer Aquakultur in nährstoffreichem Abwasser von Fisch-, Muschel- oder Shrimp-Aquakultur kultiviert werden.
Eine Nutzung von Meersalat als Quelle von Bioenergie und bio-basierten Kunststoffen wird erprobt.